# Кандри
Кандри́ (рос. Кандры, башк. Ҡандра) — село (в минулому селище міського типу) у складі Туймазинського району Башкортостану, Росія. Адміністративний центр Кандринської сільської ради.

## Географія
Село розташоване за 47 км на схід від міста Туймази, залізнична станція Куйбишевської залізниці на лінії з Москви до Уфи. Село зв'язане асфальтованими дорогами з багатьма великими містами. Кандри розташоване в південно-західних районах Південного Уралу. Рельєф місцевості злегка покривається пагорбами, але найбільше переважають багаті долини схилів. Клімат помірно-континентальний. Річкова мережа села бідна, протікає єдина річка Великий Нугуш.

## Населення
Населення — 10885 осіб (2010; 12077 у 2002).

## Історія
У період 1955-2004 років село мало статус селища міського типу.